# 谷城サービスエリア
谷城サービスエリア（コクソンサービスエリア）は全羅南道谷城郡の湖南高速道路上にあるサービスエリア。

## 道路
- 湖南高速道路

## 施設

### 天安方向
- 食堂
- ガソリンスタンド（HD現代オイルバンク）
- 駐車場（大型12台、小型93台）
- 支石墓公園

### 順天方向
- 食堂
- ガソリンスタンド（HD現代オイルバンク）（LPG充填所併設）
- 駐車場

## 隣
谷城IC - 谷城SA - 玉果IC